# آئروخاکو
آئروخاکو (به انگلیسی: Aerochaco) یک شرکت هواپیمایی با کد یاتا VM است که در تاریخ ۲۰۰۸ میلادی تأسیس شده است. دفتر مرکزی آئروخاکو در رزیستنسیا، آرژانتین واقع شده‌است و قطب این شرکت هواپیمایی در فرودگاه بین‌المللی رزیستنسیا قرار دارد و به ۶ مقصد، پرواز مستقیم انجام می‌دهد.